# Bamra marmorifera
Bamra marmorifera är en fjärilsart som beskrevs av Walker 1858. Bamra marmorifera ingår i släktet Bamra och familjen nattflyn. Inga underarter finns listade i Catalogue of Life.